# Ardi Beltza
Ardi Beltza va ser una revista d'investigació creada el 1999 al País Basc per l'empresa Arakatzen SA. Es va mantenir en actiu fins al 2001, any en què va ser tancada per ordre del jutge Baltasar Garzón sota acusacions d'apologia del terrorisme i marcar objectius per ETA. El director de la revista, Pepe Rei, va ser condemnat per calúmnies juntament amb dos periodistes, i va complir 5 mesos de presó. Finalment, l'Audiència Nacional va desestimar l'acusació, però la revista no va tornar a ser publicada.

## Història
El naixement de la revista Ardi Beltza va lligat al tancament d'una altra publicació: el diari Egin. El jutge Baltasar Garzón va decretar tancar cautelarment el diari independentista bilingüe Egin per col·laboració amb ETA. El 2009 els tribunals van declarar que l'activitat del diari no era il·lícita, però ja havia estat tancat i no van tornar a posar-lo en marxa. Després del tancament de l'Egin diversos periodistes van crear un altre diari, el diari Gara, però a diferència del diari Egin la nova publicació no comptaria amb equip d'investigació.
Així, els membres de l'equip d'investigació del diari Egin van optar per crear la seva pròpia publicació mensual amb intenció de tractar temes amb més profunditat. D'aquesta manera va sorgir la publicació Ardi Beltza el 1999.
La publicació es va definir a si mateixa com a revista mensual abertzale, internacionalista i d'esquerres i va dir públicament que seguiria la mateixa línia editorial que el diari Egin. Va seguir en actiu fins que el 19 de gener de 2001 el jutge Baltasar Garzón va donar l'ordre de tancar la publicació i detenir el director, Pepe Rei, per apologia del terrorisme i marcar objectius a ETA. Al juny d'aquell mateix any l'Audiència Nacional no va considerar il·lícita l'activitat de la publicació.
Com a comiat, abans que el tancament de la revista fos oficial, els periodistes de la revista Ardi Beltza van publicar aquesta declaració:
| «                          | La revista Ardi Beltza i la seva empresa editora, Arakatzen SL, expressen el seu més sentit agraïment per haver confiat en aquest bell projecte periodístic i haver donat suport amb la teva subscripció i el teu alè a aquest mitjà de comunicació popular que tant ha costat de posar dempeus i que avui, per desgràcia, arriba al final. Esperem que la revista, els llibres, els dossiers i altres productes que ARAKATZEN SL ha editat durant els seus quinze mesos d'apassionant encara que àrdua trajectòria hagin estat del teu gust i hagin respost als nivells de qualitat i compromís que en el seu dia ens vam proposar i autoexigir. El ferotge linxament mediàtic que ha patit ARDI BELTZA des que, a primers de novembre, Fernando Savater, Jon Juaristi, Luis del Olmo, Jaime Mayor Oreja i altres campions del pensament únic i del totalitarisme "democràtic" espanyol decretessin la nostra crida i cerca, propicia l'empresonament del nostre director, Pepe Rei, i un lògic desassossec entre els nostres proveïdors i creditors. Que s'ha traduït en una situació econòmica i laboral insostenible. A això han contribuït de manera determinant els reiterats anuncis del jutge de l'Audiència Nacional Baltasar Garzón (convenientment filtrats a certa premsa i generosament airejats, com en ell és costum) de procedir al tancament de la revista i la clausura de l'empresa. És molt probable que quan rebis aquesta carta ja l'hagi dictat i executat. En qualsevol cas, és imminent. Per desgràcia dels que lluiten contra les injustícies del sistema i, especialment, per la llibertat d'expressió i per la llibertat d'Euskal Herria, amb Garzón no hi ha sorpresa que valgui. . | » |
| — Periodistes, Ardi Beltza | |   |

## Finançament
La revista es finançava en un primer moment amb l'organització de concerts i venda de samarretes, fins que va comptar amb un capital suficient per posar en marxa la campanya de subscripció. D'aquesta manera la revista només es distribuïa per correu als subscriptors. Es calcula que més de 10.000.

## Temes
La revista Ardi Beltza tenia cinc seccions. Una secció d'investigació per tractar temes polítics i econòmics. Una altra d'opinió i cròniques d'actualitat mensual. Una tercera dedicada a parlar sobre "poder i corrupció". Una altra part dedicada a denúncia social, amb temes com presó, marginació social, immigració o sexualitat. Finalment, tenia un apartat per parlar sobre cultura i comunicació, centrant-se en temes com tecnologia i llengües minoritzades o educació.

## Disseny
La revista Ardi Beltza era una publicació dissenyada per l'empresa Tram Grafic. Tenia 120 fulls en color i en blanc i negre i era bilingüe. Tenia un format híbrid entre diari i revista.
| «                                  | Volem tenir coherència amb els nostres plantejaments ideològics. Tenim un contingut trencador, i per això volem també un disseny trencador. | » |
| — Pepe Rei, Director d'Ardi Beltza | |   |

## Altres publicacions
El grup de recerca d'Ardi Beltza va optar també per publicar llibres per tractar temes més a fons. Així, el primer llibre publicat va ser "Elkartasun taupadak" (Batecs de solidaritat) (1999) sobre la situació dels presos polítics bascos escrit per Rebeca Quintes. L'any 2000 va ser publicat el llibre Un Rei Cop a Cop, bibliografia no autoritzada de Joan Carles de Borbó, escrit per Patricia Sverlo. En aquest mateix any també va sortir al carrer el llibre Gran Germà, el preu de la dignitat, treball de Rebeca Quintes. Amb la clausura de la revista, la publicació de llibres també va cessar.

## Kale Gorria
La revista Kale Gorria fou la successora de la publicació abertzale clausurada.